# 福星号炮艇
“福星”号是清朝新式海軍建造的一艘木质炮艇，于1870年在福州船政局建成，是湄雲級炮艇的第二艘，与其姊妹舰“湄雲”号同型。“福星”号终生驻防福州船政局，并在中法战争马江海战中参战。在战斗打响后不久，该艇就被法军以杆雷击沉。

## 设计
“福星”号是福州船政局继“湄云”号和“万年清”号之后建造的第三艘舰船。这一时期建造的舰船均采用木质（多为柚木）结构。“福星”号全长170英尺（52），舷宽19.7英尺（6.0），吃水深度9.8英尺（3.0），排水量515長噸（523公噸）。
该舰除单轴蒸汽机动力外，还配备全套帆装系统。蒸汽机输出功率400匹指示馬力（300千瓦特），使“福星”号航速可达8節（15每小時；9.2英里每小時）。武备为三门克虏伯炮：一门16（6.3英寸）炮与两门12（4.7英寸）炮。 

## 服役历史

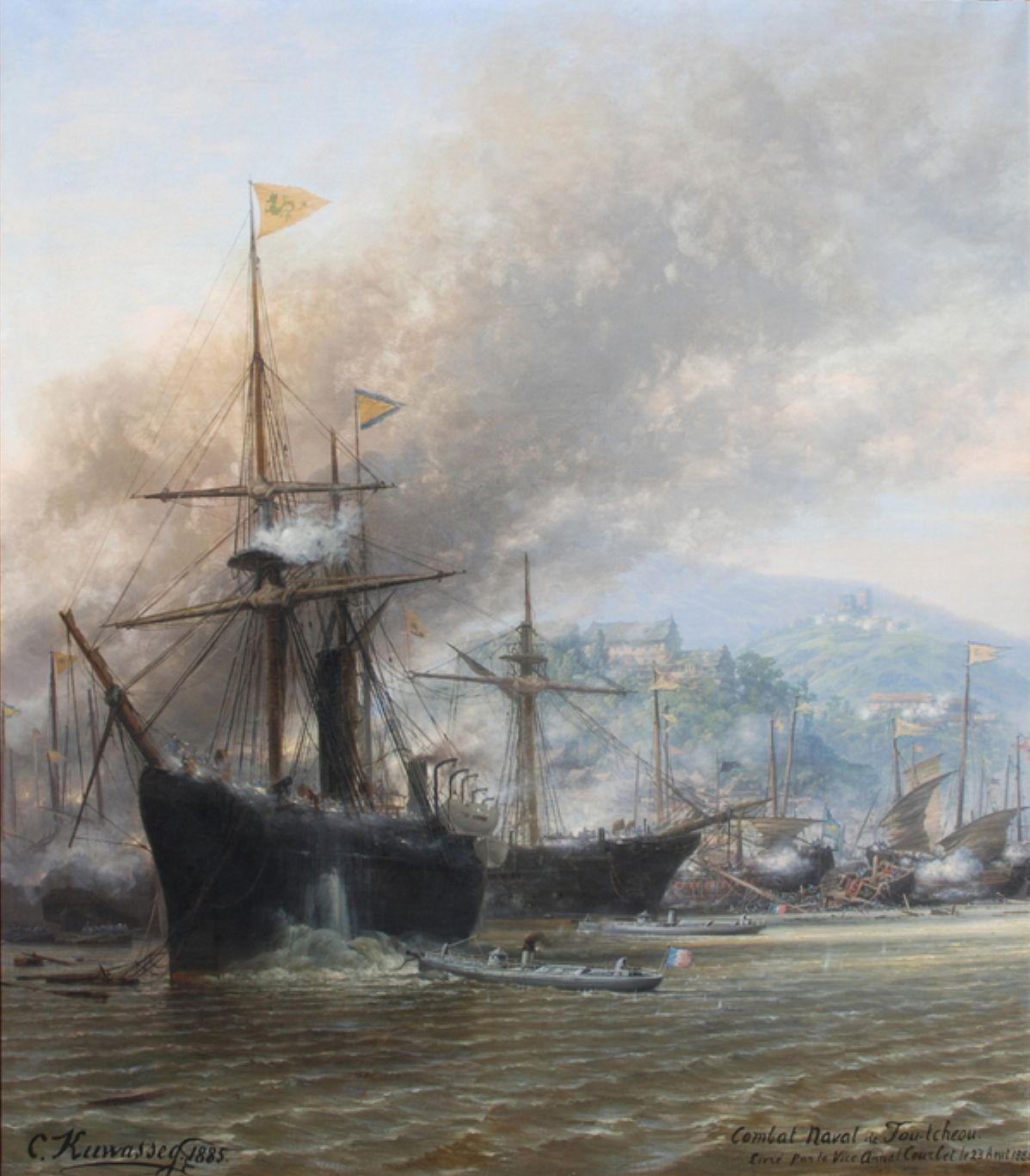
1885年查尔斯·库瓦塞格所绘《福州炮击图》（Bombardment of Foutcheou），呈现了“扬武”号后方“福星”号遭攻击的场景

1884年7月，“福星”号与巡洋舰“扬武”号及两艘平甲炮艇一同停泊于福州船政局。当月中旬起，由于中法两国政府为避免战争展开谈判，法国海军开始向附近派遣船只。此后法军渐失耐心，于8月初炮击台湾。尽管法国海军已在福州附近现身，中国舰队却未能得到及时增援以加强实力。
8月21日谈判破裂后，法国舰队每日进行备战部署。8月23日法方发出攻击预警，但中方未采取应对措施。下午2时许，标志中法战争全面爆发的马江海战打响。中国旗舰“扬武”号在开战27秒后即遭法军早已派出装备杆雷的鱼雷艇摧毁。当法军“46”号艇撞击“扬武”号时，“福星”号被“45”号艇的杆雷击中，随后又遭法军交通艇发射的杆雷击沉。